# Militärische Kopfbedeckung

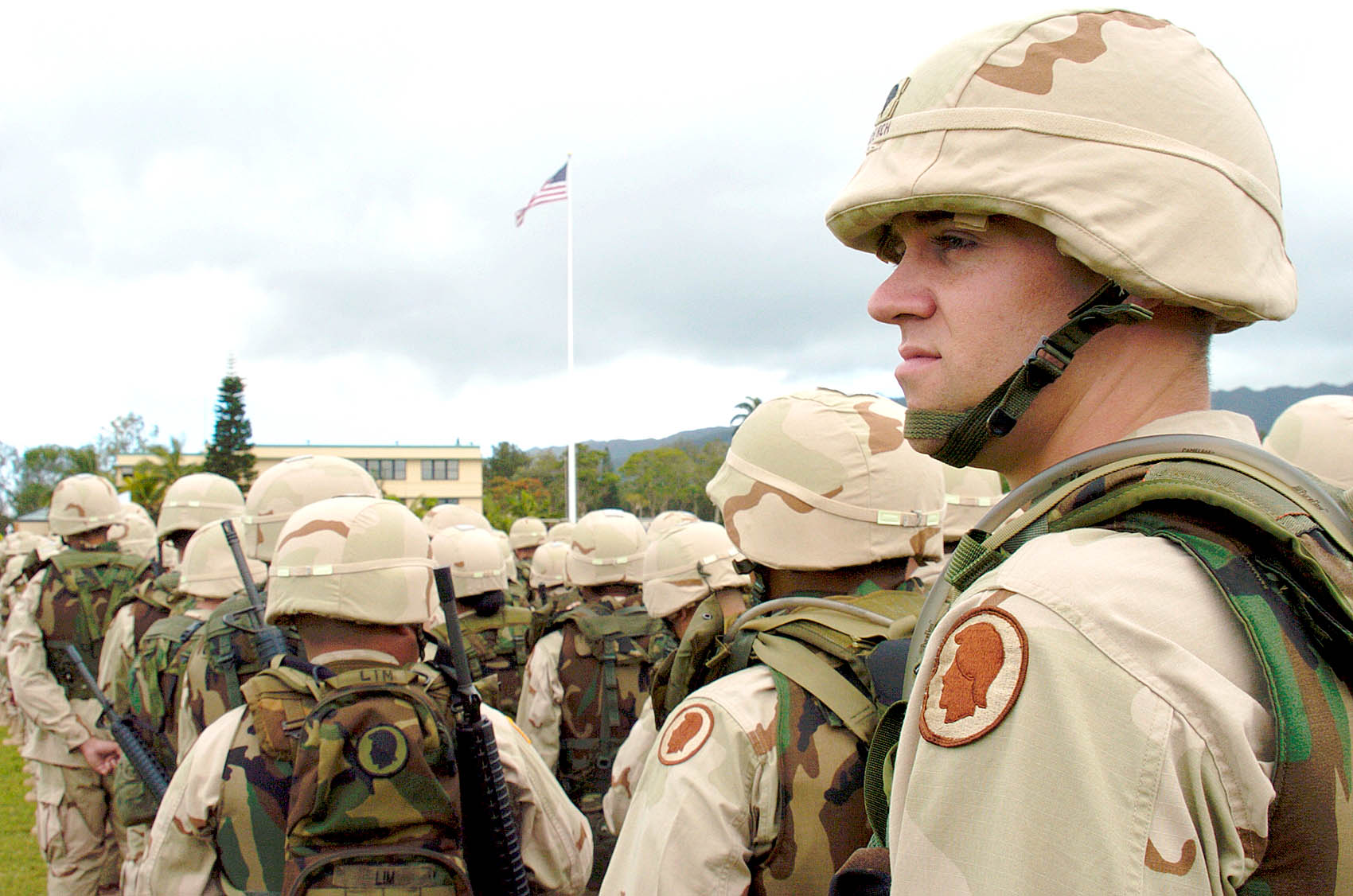
Soldaten der Hawaii Army National Guard und der Army Reserves mit Gefechtshelmen

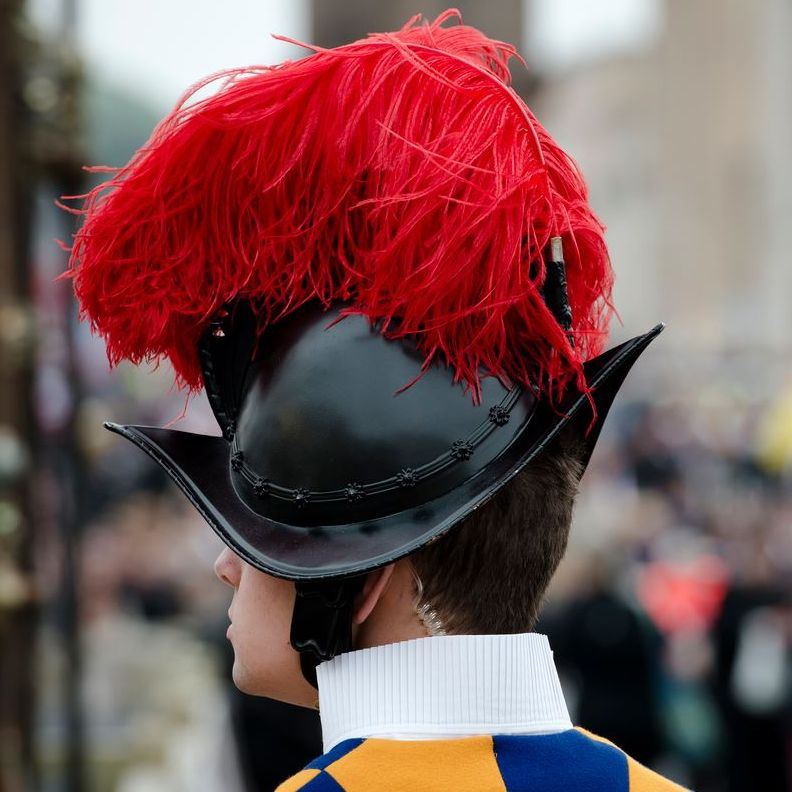
Schweizergardist mit Morion

Militärische Kopfbedeckungen sind wichtige Kopfbedeckungen einer Uniform, sie werden von Soldaten aller Streitkräfte getragen. Diese haben sehr unterschiedliche Formen. Die Kopfbedeckungen können je nach Streitkraft verschieden sein, auch innerhalb einer Organisationseinheit sind sie unterschiedlich gestaltet.
Die befohlene Kopfbedeckung richtet sich insbesondere nach der Einsatzart und dem Klima. Sinn und Zweck ist die Uniformierung (ursprünglich mit dem Zweck des Zeigens des Landes, für das eine Truppe kämpft) und/oder der Schutz vor Splittern und Projektilen (Schutzkleidung).

## Heute
Allgemein üblich sind heute
- Gefechtshelm (teilweise Stahlhelm genannt), er wird in der Regel beim Marsch und im Gefecht getragen.
- Schirmmütze bei formellen Anlässen
- Käppi
- Feldmütze
- Bergmütze
- Schiffchen
- Barett, bei vielen Streitkräften in der jeweiligen Waffenfarbe mit verschiedenartiger Trageweise
- Pelzmütze als Wintermütze
- Baseballcap anstelle der traditionellen Schirm- und Feldmützen
- kulturspezifisch ausgeprägte Kopfbedeckungen wie beispielsweise Fellmützen, Turbane oder Filzhüte

Darauf werden sehr häufig Abzeichen angebracht, z. B. zur Kennzeichnung des Dienstgrades oder der Truppengattung.

## Geschichte

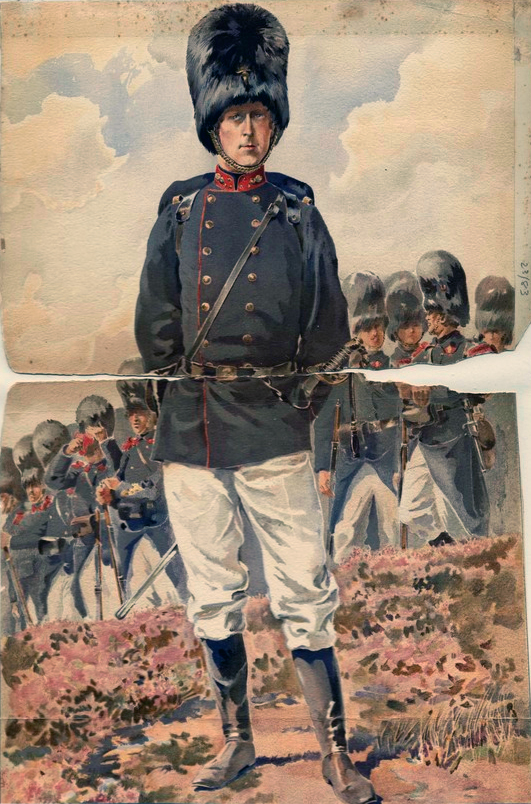
Albert I. in Grenadieruniform.

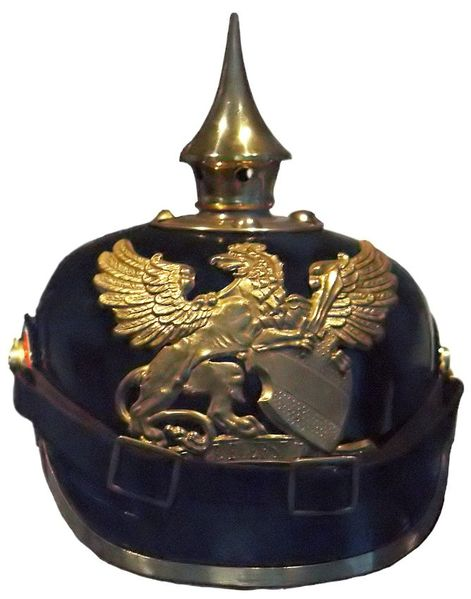
Badische Pickelhaube

Die Geschichte der militärischen Kopfbedeckung ist weit vor der Antike belegt, dabei sind Helme am bedeutendsten. Zeitweise unterlag die Kopfbedeckung auch unter Außerachtlassung der Schutzfunktion der jeweiligen Mode. Neben eisernen Helmen hatten und haben folgenden Kopfbedeckungen besondere Bedeutung beim Militär:
- Barett
- Bergmütze
- Cabasset
- Dreispitz
- Feldmütze
- Füsiliermütze
- Grenadiermütze
- Kaskett
- Kolpak
- Konfederatka
- Morion
- Pickelhaube
- Raupenhelm
- Schaftmütze
- Schiffchen
- Tschako
- Tschapka
- Uschanka

## Verweise